# 飛行少年
《飛行少年》為臺灣導演黃嘉俊的作品，獲2008台北電影獎-最佳紀錄片獎、2008映像公與義紀錄片影展-首獎、2008台灣國際紀錄片影展-最佳觀眾票選獎及公視獎、南方影展-最佳觀眾票選獎。2011年真實故事改編為25集電視劇，於華視播出。

## 發行
2012 文建會駐紐約臺北文化中心於美東舉辦臺灣紀錄片巡迴展，該片應邀在賓州大學與杜克大学放映。
2014年台灣書院與南加州大学東亞研究中心共同舉辦臺灣紀錄片影展：黃嘉俊導演專題，一連放映飛行少年、嗨!寶貝、一首搖滾上月球三部作品。。

## 獎項及提名
| 類別       | 頒獎日期     | 獎項       | 名字         | 結果 | 參考 |
| ---------- | ------------ | ---------- | ------------ | ---- | ---- |
| 臺北電影獎 | 2008年7月5日 | 最佳紀錄片 | 《飛行少年》 | 獲獎 |      |

## 外部連結
- 開眼電影網上《飛行少年》的資料（繁體中文）
- 时光网上《飛行少年》的資料（简体中文）